# غيمويل (كارولاينا الشمالية)
غيمويل (بالإنجليزية: Gamewell, North Carolina)‏ هي معلم جغرافي تقع في الولايات المتحدة في مقاطعة كالدويل، كارولاينا الشمالية. يقدر عدد سكانها بـ 4,051 نسمة ومساحتها 20.6 كم2 وترتفع عن سطح البحر 327 متر.

## التركيبة السكانية
حدّد مكتب تعداد الولايات المتحدة بيانات التركيبة السكانية لغيمويل في تعداد الولايات المتحدة. في ما يلي، التركيبة السكانية حسب تعدادي 2000 و2010.

### تعداد عام 2000
بلغ عدد سكان غيمويل 3,644 نسمة بحسب تعداد عام 2000، وبلغ عدد الأسر 1,501 أسرة وعدد العائلات 1,117 عائلة مقيمة في البلدة. في حين سجلت الكثافة السكانية 173.3 نسمة لكل كيلومتر مربع (448.8/ميل2). وبلغ عدد الوحدات السكنية 1,615 وحدة بمتوسط كثافة قدره 76.8 لكل كيلومتر مربع (198.9/ميل2).
وتوزع التركيب العرقي للبلدة بنسبة 94.10% من البيض و3.92% من الأمريكيين الأفارقة و0.25% من الأمريكيين الأصليين و0.11% من الأمريكيين ذوي الأصول الآسيوية و0.99% من الأعراق الأخرى و0.63% من عرقين مختلطين أو أكثر و1.37% من الهسبانيون أو اللاتينيون من أي عرق.
بلغ عدد الأسر 1,501 أسرة كانت نسبة 31.2% منها لديها أطفال تحت سن الثامنة عشر تعيش معهم، وبلغت نسبة الأزواج القاطنين مع بعضهم البعض 57.7% من أصل المجموع الكلي للأسر، ونسبة 12.7% من الأسر كان لديها معيلات من الإناث دون وجود شريك،  بينما كانت نسبة 4% من الأسر لديها معيلون من الذكور دون وجود شريكة وكانت نسبة 25.6% من غير العائلات. تألفت نسبة 22.3% من أصل جميع الأسر من عدة أفراد يعيشون في نفس المنزل ونسبة 8.2% كانت تتألف من شخص يعيش بمفرده يبلغ من العمر 65 عاماً أو أكثر. وبلغ متوسط حجم الأسرة المعيشية 2.43، أما متوسط حجم العائلات فبلغ 2.80.
بلغ العمر الوسطي للسكان 39.2 عاماً. وكانت نسبة 21.4% من القاطنين تحت سن الثامنة عشر، وكانت نسبة 8.6% بين الثامنة عشر والرابعة والعشرين عاماً، ونسبة 29.3% كانت واقعةً في الفئة العمرية ما بين الخامسة والعشرين والرابعة والأربعين عاماً، ونسبة 27.5% كانت ما بين الخامسة والأربعين والرابعة والستين، ونسبة 13.1% كانت ضمن فئة الخامسة والستين عاماً فما فوق. يوجد لكل 100 أنثى 101.2 ذكر، ويوجد لكل 100 أنثى في الثامنة عشر من عمرها فما فوق 97.0 ذكر.
بلغ متوسط دخل الأسرة في البلدة 39,225 دولارًا، أما متوسط دخل العائلة فبلغ 43,167 دولارًا. وكان متوسط دخل الذكور 26,654 دولارًا مقابل 22,039 دولارًا للإناث. وسجل دخل الفرد الخاص بالبلدة 16,536 دولارًا. وكانت نسبة 7% من العائلات ونسبة 9.9% من السكان تحت خط الفقر، وكان من هؤلاء نسبة 16.9% تحت سن الثامنة عشر ونسبة 7.6% في الخامسة والستين من العمر وما فوق.

### تعداد عام 2010
بلغ عدد سكان غيمويل 4,051 نسمة بحسب تعداد عام 2010، وبلغ عدد الأسر 1,616 أسرة وعدد العائلات 1,179 عائلة مقيمة في البلدة. في حين سجلت الكثافة السكانية 192.6 نسمة لكل كيلومتر مربع (498.8/ميل2). وبلغ عدد الوحدات السكنية 1,786 وحدة بمتوسط كثافة قدره 84.9 لكل كيلومتر مربع (219.9/ميل2).
وتوزع التركيب العرقي للبلدة بنسبة 89.53% من البيض و5.28% من الأمريكيين الأفارقة و0.05% من الأمريكيين الأصليين و0.25% من الأمريكيين ذوي الأصول الآسيوية و3.14% من الأعراق الأخرى و1.75% من عرقين مختلطين أو أكثر و4.52% من الهسبانيون أو اللاتينيون من أي عرق.
بلغ عدد الأسر 1,616 أسرة كانت نسبة 32.7% منها لديها أطفال تحت سن الثامنة عشر تعيش معهم، وبلغت نسبة الأزواج القاطنين مع بعضهم البعض 53.7% من أصل المجموع الكلي للأسر، ونسبة 13.5% من الأسر كان لديها معيلات من الإناث دون وجود شريك،  بينما كانت نسبة 5.8% من الأسر لديها معيلون من الذكور دون وجود شريكة وكانت نسبة 27% من غير العائلات. تألفت نسبة 24% من أصل جميع الأسر من عدة أفراد يعيشون في نفس المنزل ونسبة 9.7% كانت تتألف من شخص يعيش بمفرده يبلغ من العمر 65 عاماً أو أكثر. وبلغ متوسط حجم الأسرة المعيشية 2.51، أما متوسط حجم العائلات فبلغ 2.91.
بلغ العمر الوسطي للسكان 41.5 عاماً. وكانت نسبة 22.4% من القاطنين تحت سن الثامنة عشر، وكانت نسبة 7.8% بين الثامنة عشر والرابعة والعشرين عاماً، ونسبة 24.5% كانت واقعةً في الفئة العمرية ما بين الخامسة والعشرين والرابعة والأربعين عاماً، ونسبة 29.9% كانت ما بين الخامسة والأربعين والرابعة والستين، ونسبة 15.4% كانت ضمن فئة الخامسة والستين عاماً فما فوق. وتوزع التركيب الجنسي للسكان بنسبة 49.9% ذكور و50.1% إناث.